# Отто Вестфален
Отто Вестфален (нім. Otto Westphalen; 12 березня 1920, Гамбург — 9 січня 2008, Мюнхен) — німецький офіцер-підводник, оберлейтенант-цур-зее крігсмаріне. Кавалер Лицарського хреста Залізного хреста.

## Біографія
1 жовтня 1938 року вступив на флот. У складі екіпажу навчального корабля «Сілезія» брав участь в Польській кампанії. Потім служив на міноносці «Кондор». У жовтні 1940 року переведений в підводний флот. Як вахтовий офіцер здійснив 5 походів у води Арктики на підводному човні U-566. З 16 травня 1942 по 8 лютого 1943 року командував навчальним підводним човном U-121. 18 березня 1943 року призначений командиром підводного човна U-968 (Тип VIIC), на якому до кінця війни здійснив 7 походів (провівши в морі в цілому 104 дні) в води Арктики. Був одним з найбільш результативних підводників 13-ї флотилії. 8 травня 1945 року капітулював перед британськими військами в Нарвіку.
Всього за час бойових дій потопив 5 кораблів загальною водотоннажністю 24 286 брт і пошкодив 1 корабель водотоннажністю 8 129 брт.
| Дата потоплення | Назва корабля                             | Тип               | Тоннаж | Вантаж | Екіпаж   | Загиблі | Країна             | Конвой |
| --------------- | ----------------------------------------- | ----------------- | ------ | --- | -------- | ------- | ------------------ | ------ |
| 14 лютого 1945  | Norfjell (пошкоджений)                    | Паровий танкер    | 8,129  | Баласт | 49       | 2       | Норвегія           | BK-3   |
| 14 лютого 1945  | Horace Gray (безповоротно пошкоджений)    | Торговий пароплав | 7,200  | 7 500 тонн поташу | 69       | 0       | США                | BK-3   |
| 17 лютого 1945  | HMS Lark (U11) (безповоротно пошкоджений) | Шлюп              | 1,350  | | Невідомо | 3       | Британська імперія | RA-64  |
| 17 лютого 1945  | Thomas Scott                              | Торговий пароплав | 7,176  | Баласт | 109      | 0       | США                | RA-64  |
| 20 березня 1945 | Thomas Donaldson                          | Торговий пароплав | 7,210  | 7 679 тонн генеральних вантажів, у тому числі 6 000 тонн боєприпасів, продуктів харчування, а також локомотивів і тендерів в якості палубного вантажу | 69       | 4       | США                | JW-65  |
| 20 березня 1945 | HMS Lapwing (U62)                         | Шлюп              | 1,350  | | 229      | 168     | Британська імперія | JW-65  |

## Звання
- Кандидат в офіцери (1 жовтня 1938)
- Морський кадет (1 липня 1939)
- Фенріх-цур-зее (1 грудня 1939)
- Оберфенріх-цур-зее (1 серпня 1940)
- Лейтенант-цур-зее (1 квітня 1941)
- Оберлейтенант-цур-зее (1 січня 1943)

## Нагороди
- Нагрудний знак підводника (8 жовтня 1941)
- Залізний хрест
  - 2-го класу (8 жовтня 1941)
  - 1-го класу (3 квітня 1944)
- Німецький хрест в золоті (18 лютого 1945)
- Лицарський хрест Залізного хреста (23 березня 1945)
- Відзначений у Вермахтберіхт
  - «У повідомленні вермахту від 23 березня повідомлялося про успішну атаку на конвой поповнення в Мурманськ, особливо відзначився екіпаж підводного човна під командуванням оберлейтенанта-цур-зее Вестфалена.» (24 березня 1945)